# Lorgio Álvarez
Lorgio Álvarez Roca (Santa Cruz de la Sierra, 29 juni 1978) is een voormalig Boliviaans voetballer, die speelde als defensieve middenvelder of verdediger.

## Clubcarrière
Álvarez begon zijn professionele loopbaan in 1995 bij Club Blooming en kwam daarnaast uit voor onder andere de Boliviaanse club Oriente Petrolero, CA Independiente (Argentinië) en Cerro Porteño (Paraguay). Hij sloot zijn loopbaan af bij de club waar hij debuteerde: Club Blooming.

## Interlandcarrière
Álvarez speelde in totaal 45 interlands voor Bolivia en scoorde één keer voor zijn vaderland. Onder leiding van bondscoach Héctor Viera maakte hij zijn debuut op 24 januari 1999 in de vriendschappelijke wedstrijd tegen de Verenigde Staten (0-0), net als Jefferson Gottardi. Álvarez nam met zijn vaderland viermaal deel aan de strijd om de Copa América: 2001, 2004, 2007 en 2011.